# Кичево
Кичево (мкд. Кичево) је град у Северној Македонији, у западном делу државе, на путу Скопље-Охрид. Кичево је седиште истоимене општине Кичево.

## Природне одлике
Град Кичево се налази у западном делу Северне Македоније. Град је на је 110 km југозападно од Скопља, главног града државе. Од Охрида град је удаљен 65 km северно.
Рељеф: Кичево се сместило у историјској области Кичевија. Град се сместио у пространом Кичевском пољу, које гради река Треска и њена значајна притока, Кичевска река. Поље се пружа јужно и северно од града, док се на западу и истоку издижу планине; на западу планина Бистра, а на истоку планина Коњаник. Надморска висина града је приближно 620 m.
Клима у насељу, и поред знатне надморске висине, има жупне одлике, па је пре умерено континентална него планинска.
Воде: Кроз само Кичево протиче Кичевска река, која се непосредно јужно од града улива у реку Треску.

## Историја
Подручје Кичева било је насеље још у време праисторије. У време антике овде је постојало насеље Ускана.
Почетком средњег века ово подручје насељавају Словени, а посебно племе Брсјаци. Они дају назив насељу, које се први пут тако назива у 11. веку, у списима архиепископа охридског Теофилакта, у време византијског цара Василија Великог. Током касног средњег века то је невелики град у жупи.
Османска војска осваја Кичево 1385. године. Град остаје више векова под Османлијама и временом постаје права источњачка паланка. Крајем 19. века то је било етнички мешовито градско насеље са турском већином.
У Кичеву је почетком 20. века било 65 православних домова. Ту су лепа православна црква са једним свештеником.
У месту је између 1868-1874. године радила мушка и женска српска народна школа. Године 1871. ту раде учитељ Илија (родом из Зајечара) и његова супруга Милка. У четвороразредну школу ишло је 60 ђака. Након две године вратили су се учитељи у Србију, и од тада се много њих бавило у Кичеву. Од 1872. године ту је Марија Вујић из Војводине, затим Петко и Анастазија Николић из Београда, Љубомир (Босанац) и Јулка Павловић из Лазаропоља, од 1875. године Кузман и Јелена Баџовић из Крушева, Коста Михајловић из Кичева и извесни Јефрем. Уследио је прекид рада српске школе 1877. године, а по другом извору, до 1878. године. Бугарски егзархисти (бугараши) су 1877. године први пут отворили своју школу. Године 1888-1889. српску школу је кратко држао Ђерасим Ђорђевић. Нови застој у активности се продужио од 1889. до до 1897. године.
Царском Ирадом коју је дао Султан (рухсат наме од 2. октобра 1897), отворена је после 19 година - 1897. поново српска основна школа у Кичеву. Настојатељ школе - мутевелија од тада је Таса Рановић (Ранић), учитељ Славко Димитријевић син месног пароха поп Михаила. Године 1900. у обе четвороразредне основне школе ишло је 25 ученика и 15 ученица. Раде са њима учитељ Димитријевић из Кичева и једна учитељица.

Мештанин Кичева Најдан Јанковић је у Београду 23. маја 1889. године у писму Друштву Свети Сава написао:
Ја сам пред Божић прошле године предао молбу друштву Светог Саве, да се сељанима села Кичева, а за цркву Дупљанску, даде јено свештеничко одјејање са целим прибором, па до данас нисам добијо ни одговора а камоли шта сам тражијо.
Бугарске пропаганде наваљују једнако на наше свештенике да они по црквама служе службу на бугарском језику, а да и пропагандишу да се што већма распростире бугарски језик да би од овога избегли и да докажемо да има код нас људи који се за Србе у Старој Србији брину, ја сам овакву молбу предао пре а и сада предајем.
Нас има доста грађана села Кичева и околних села, и ми би могли и сами да набавимо за цркву одјејање, али и нама самима, а и нашим свештеницима мило ће нам бити што ћемо кад ствар добијемо моћи да кажемо са радошћу да смо добили од Србије и друштва Светог Саве.

Што се тиче пошиљања одавде до Кичева цркве Дупљанске, ја ћу о своме трошку све испратити до села Кичева и цркве Дупљанске. А када ствари свештенство прими ја ћу известити и друштво Светог Саве.
Оправка православне цркве у Кичеву почело је 1900. године, када је митрополит Поликарп донео ферман од султана.
По угушењу Илинданског устанка у јесен 1903. године, у месту отворена "стална филијала енглеског добротворног друштва". Делили су њихови активисти брашно, одећу и покриваче народу; најпре "бугарашима" па тамошњим Србима.
Јула 1904. године Срби у Кичеву су приредили парастос погинулој браћи из кичевске казе. Страдали су Китан Милошевић, Златан Аврамовић и Секула Вукановић од "бугарашке групе" под вођством неког Јованчета из Локнице.
Године 1912. Кичево се са околином припаја Краљевини Србији, касније Југославији. Пруга нормалног колосека Гостивар–Кичево је отворена у новембру 1969. Од 1991. године град је у саставу Северне Македоније.

## Становништво
По попису становништва из 2021. године, град Кичево имао је 23.428 становника, док градско подручје са пар приградских села има преко тридесет хиљада становника. Ово је неколико пута више него што је град имао почетком 20. века.
| Национални састав према попису из 2021.‍ | Национални састав према попису из 2021.‍ | Национални састав према попису из 2021.‍ | Национални састав према попису из 2021.‍ | Национални састав према попису из 2021.‍ |
| --------------------------------------- | --------------------------------------- | --------------------------------------- | --------------------------------------- | --------------------------------------- |
|                                         |                                         |                                         |                                         |                                         |
| Македонци                               | Македонци                               |                                         | 12.687                                  | 54,1%                                   |
| Албанци                                 | Албанци                                 |                                         | 5.110                                   | 21,8%                                   |
| Турци                                   | Турци                                   |                                         | 2.069                                   | 8,8%                                    |
| Роми                                    | Роми                                    |                                         | 1.775                                   | 7,6%                                    |
| непописани                              | непописани                              |                                         | 1.499                                   | 6,4%                                    |

Етнички састав: Град има етнички мешовито становништво, а током протеклих деценија удео појединих народности се значајно мењао:
| Народност | Попис 1948. | Попис 1948. | Попис 1953. | Попис 1953. | Попис 1961. | Попис 1961. | Попис 1971. | Попис 1971. | Попис 1981. | Попис 1981. | Попис 1994. | Попис 1994. | Попис 2002. | Попис 2002. |
| Народност | Бр. стан.   | %           | Бр. стан.   | %           | Бр. стан.   | %           | Бр. стан.   | %           | Бр. стан.   | %           | Бр. стан.   | %           | Бр. стан.   | %           |
| --------- | ----------- | ----------- | ----------- | ----------- | ----------- | ----------- | ----------- | ----------- | ----------- | ----------- | ----------- | ----------- | ----------- | ----------- |
| Македонци | ..          | ..          | 3.747       | 39,2        | 6.809       | 66,0        | 9.900       | 64,3        | 13.236      | 58,9        | 15.255      | 60,7        | 15.031      | 55,5        |
| Албанци   | ..          | ..          | 232         | 2,4         | 681         | 6,6         | 2.284       | 14,9        | 4.516       | 20,1        | 5.902       | 23,5        | 7.641       | 28,2        |
| Турци     | ..          | ..          | 4.749       | 49,7        | 2.079       | 20,2        | 2.041       | 13,3        | 2.175       | 9,7         | 2.175       | 8,7         | 2.406       | 8,9         |
| Цигани    | ..          | ..          | 54          | 0,6         | 0           | 0,0         | 17          | 0,1         | 304         | 1,3         | 1.235       | 4,9         | 1.329       | 4,9         |
| Цинцари   | ..          | ..          | 4           | 0,1         | 0           | 0,0         | 0           | 0,0         | 5           | 0,0         | 15          | 0,1         | 75          | 0,3         |
| Срби      | ..          | ..          | 484         | 5,1         | 394         | 3,8         | 305         | 2,0         | 203         | 0,9         | 96          | 0,4         | 82          | 0,3         |
| Бошњаци   | ..          | ..          | 0           | 0,0         | 0           | 0,0         | 0           | 0,0         | 0           | 0,0         | 0           | 0,0         | 7           | 0,0         |
| Остали    | ..          | ..          | 297         | 3,1         | 394         | 3,5         | 846         | 5,5         | 2,040       | 9,1         | 451         | 1,8         | 496         | 1,8         |
| УКУПНО    | 7.280       | 7.280       | 9.567       | 9.567       | 10.324      | 10.324      | 15.393      | 15.393      | 22.479      | 22.479      | 25.129      | 25.129      | 27.076      | 27.076      |
|           |             |             |             |             |             |             |             |             |             |             |             |             |             |             |

Верски састав: Међу градским становништвом преовлађује православље (55%), а у мањини је ислам (43%).

## Привреда
Кичево је у време СФРЈ било значајно индустријско средиште, али је већина погона пропала. Једино је остала значајна ТЕ Осломеј. Данас је у граду и околини важна мала привреда, а значајан број Кичевљана ради у иностранству.

## Галерија
- Музеј Западне Македоније у Кичеву
- Културни центар „Кочо Рацин“
- Зграда општине Кичево
- Православна црква Св. Петра и Павла
- Џамија у Кичеву
- Спомен-костурница из времена НОБ-а
- Зграда Стопанске банке
- Железничка станица
- Основна школа „Кузман Јосифовски Питу“
- Хотел „Унион“
- Китино Кале